# فرودگاه لیک ویلیج
فرودگاه لیک ویلیج  (به انگلیسی: Lake Village Airport) یک فرودگاه است که یک باند فرود دارد و طول باند ۲۵۰۰ آن متر است. این فرودگاه در کشور ایالات متحده آمریکا کشور قرار دارد .